# Locomotiva classe 10-18D "outside-frame" EFOM
As locomotivas dessa classe foram encomendadas e recebidas pela Estrada de Ferro Oeste de Minas em 1911 e 1912, construídas pela Baldwin Locomotive Works de Filadélfia. Ao todo foram entregues sete unidades, das quais seis encontram-se preservadas no Complexo Ferroviário de São João del-Rei, duas delas operacionais.

## Características
Essas máquinas possuem por característica mais marcante os contrabalanços externos, itens comuns em locomotivas que possuem o longerão (estrutura de fixação dos eixos) externo às rodas motrizes. Essa configuração é o que chama-se em inglês de outside-frame (estrutura/quadro/longerão externo).
A caldeira é do tipo ST (straight top), portanto, forma um cilindro quase perfeito, de topo retilíneo. A fornalha é do tipo larga, em formato de "leque", originalmente concebida para queimar lenha ou carvão betuminoso.

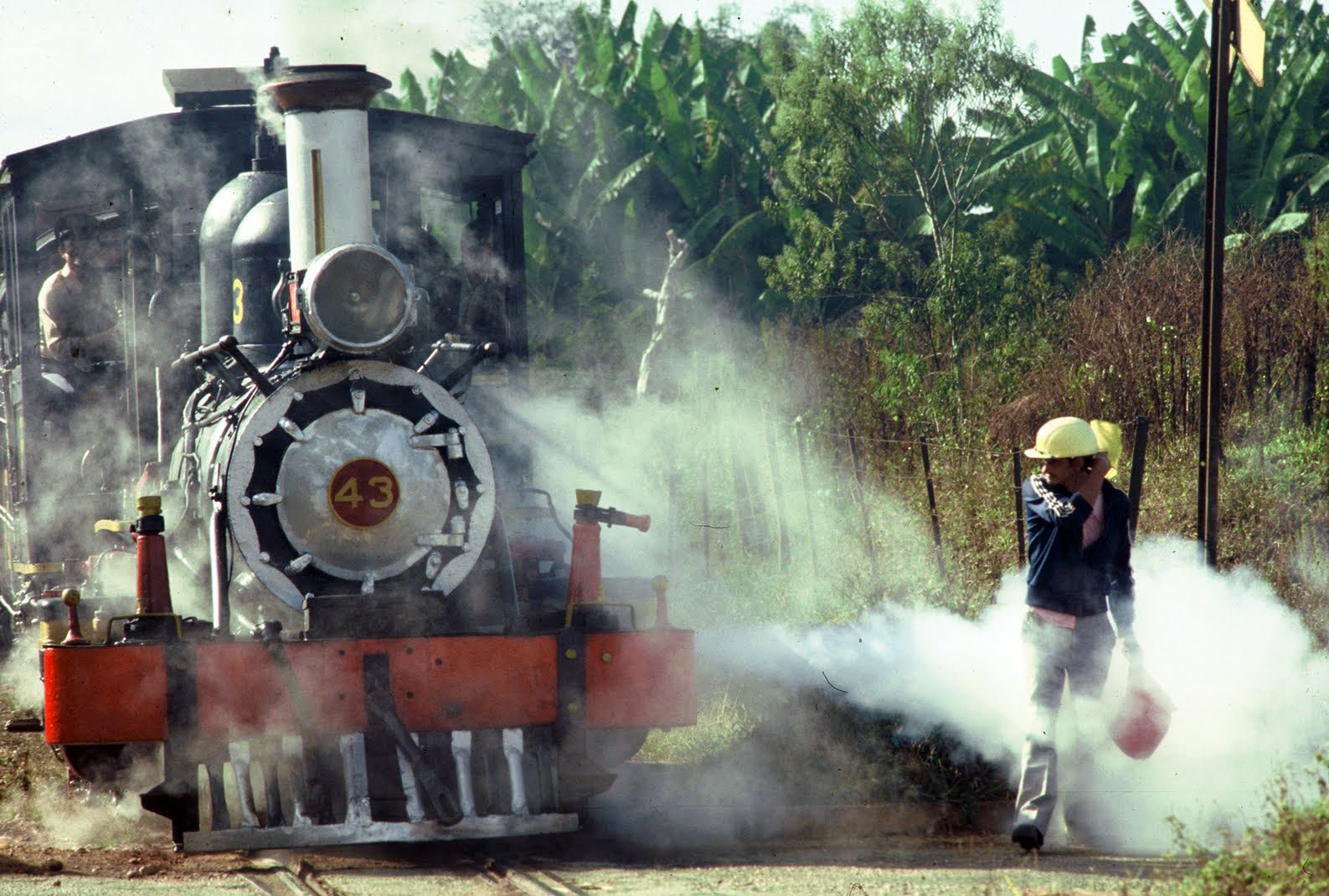
Locomotiva BLW classe 10-18D 15, RFFSA-SR2 43 (originalmente EFOM 45), em dia de festa pela Santíssima Trindade no início da década de 1980.

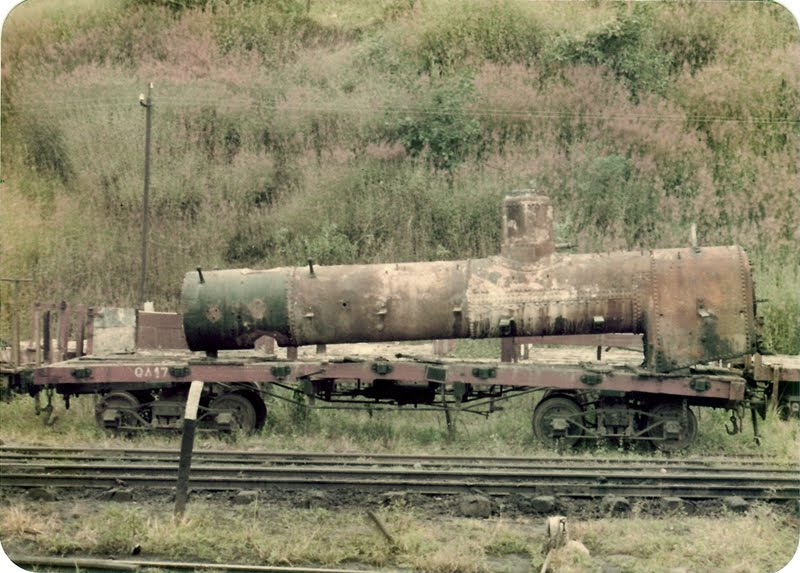
Caldeira da BLW classe 10-18D 11, VFCO 39 (originalmente, EFOM 41), durante o desmantelamento da locomotiva.

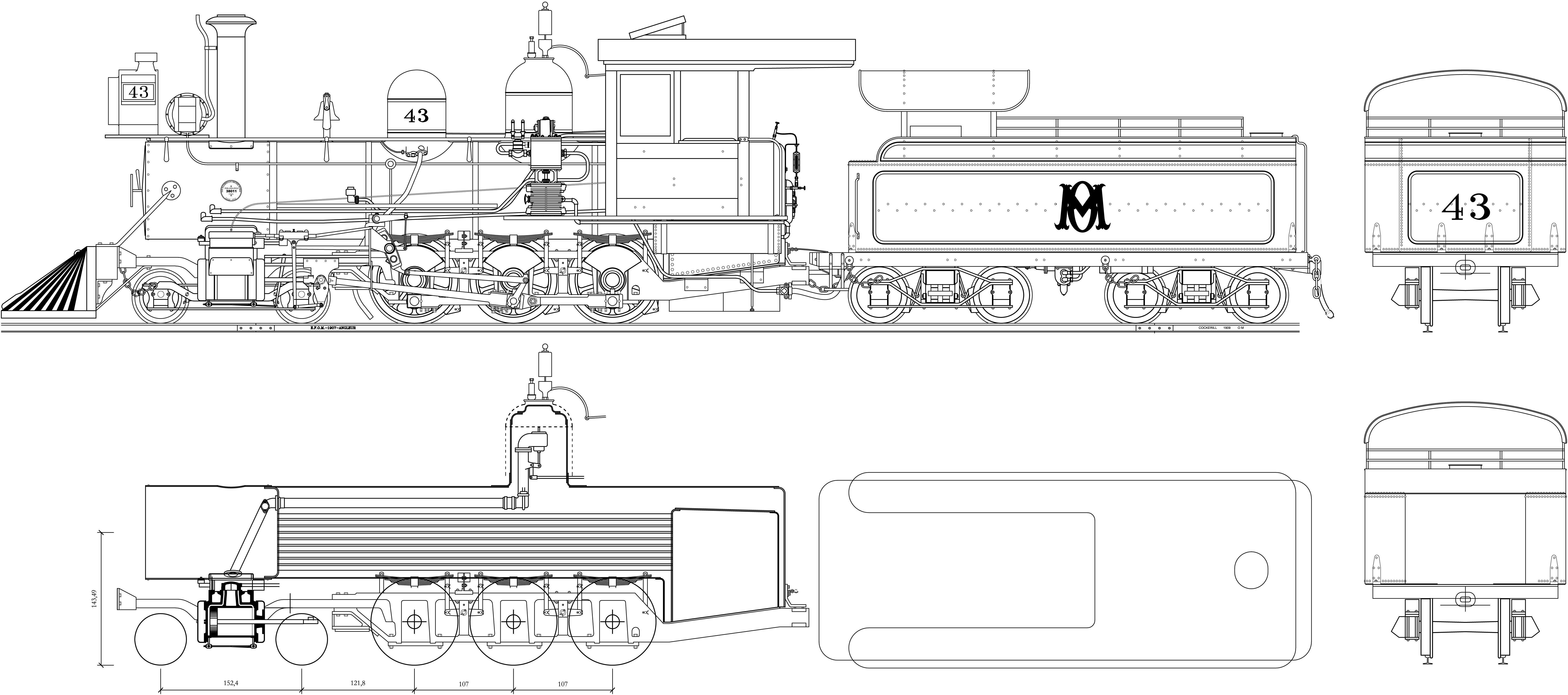
Elevações simples e corte da caldeira da locomotiva classe 10-18D 13, EFOM 43 (RMV 41). Desenho de Welber Santos.

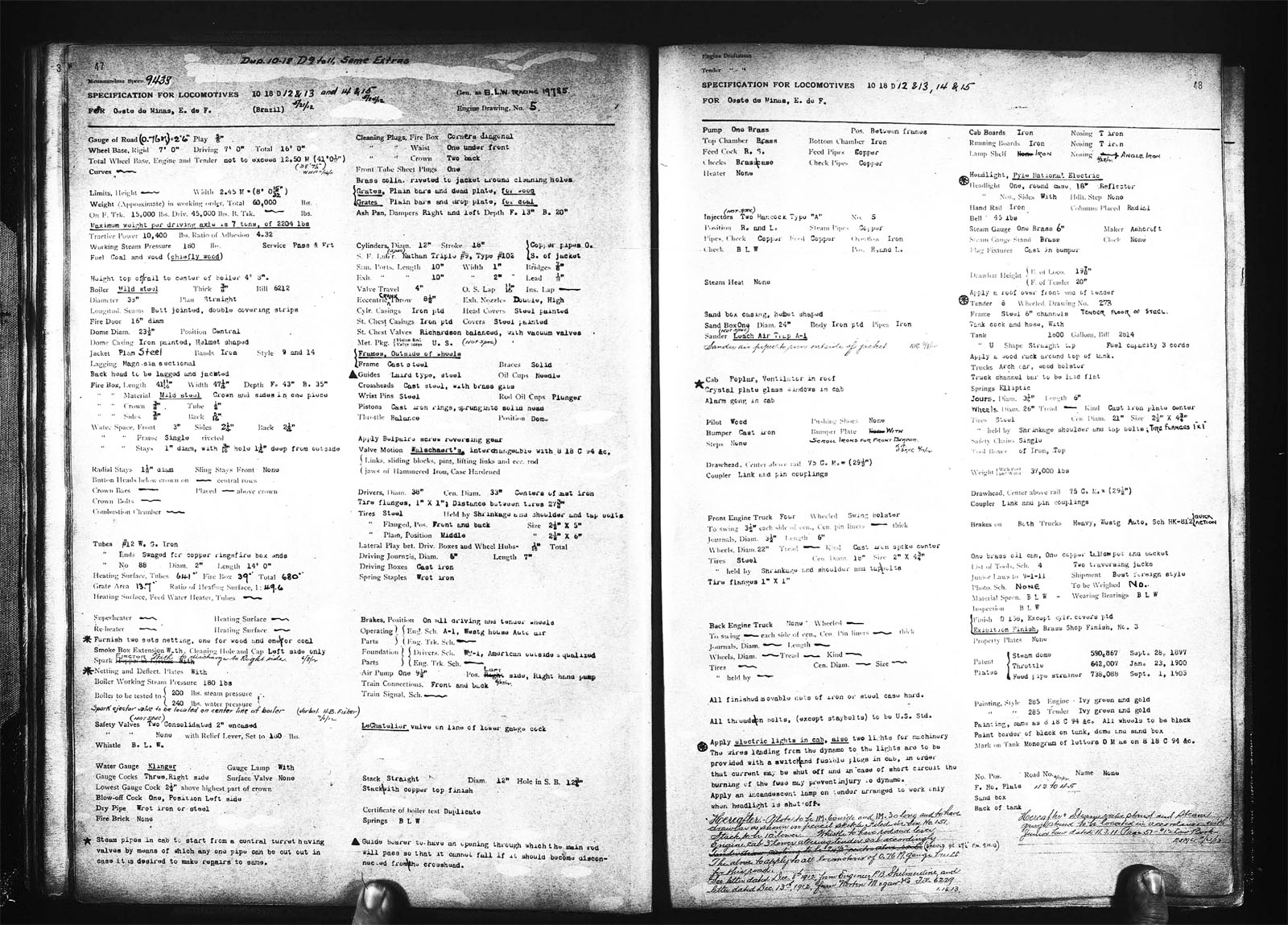
Ficha de encomenda das locomotivas classe 10-18D de 12 a 15. EFOM 42 a 45 (RMV 40 a 43).

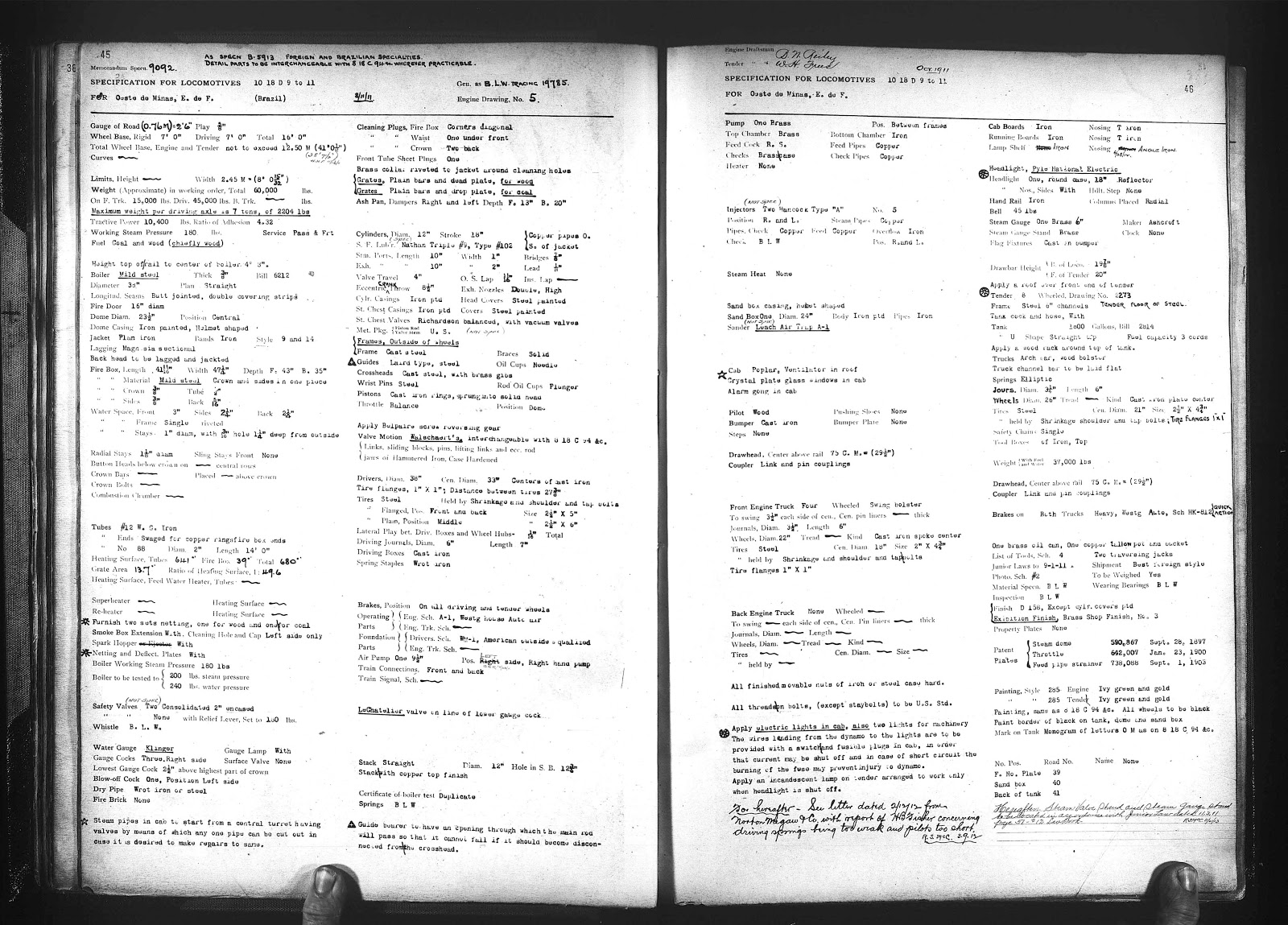
Ficha de encomenda das locomotivas classe 10-18D de 9 a 11, EFOM 39 a 41 (RMV 37 a 39).

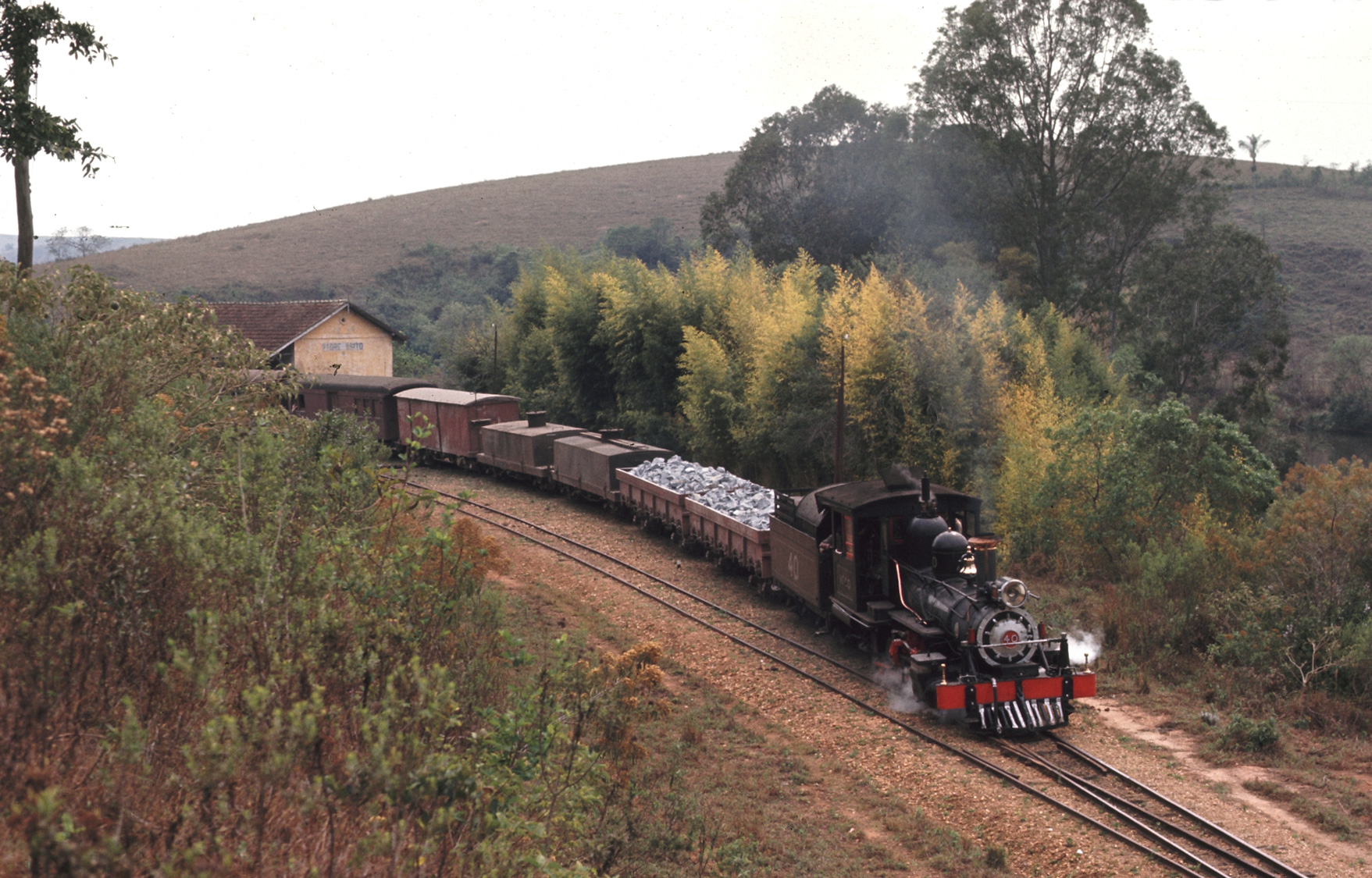
BLW classe 10-18D 12, serial 38010, puxando um trem misto de passageiros/calcário na estação de Padre Brito, Minas Gerais, Brasil, setembro de 1977. Fotografia de James Waite.

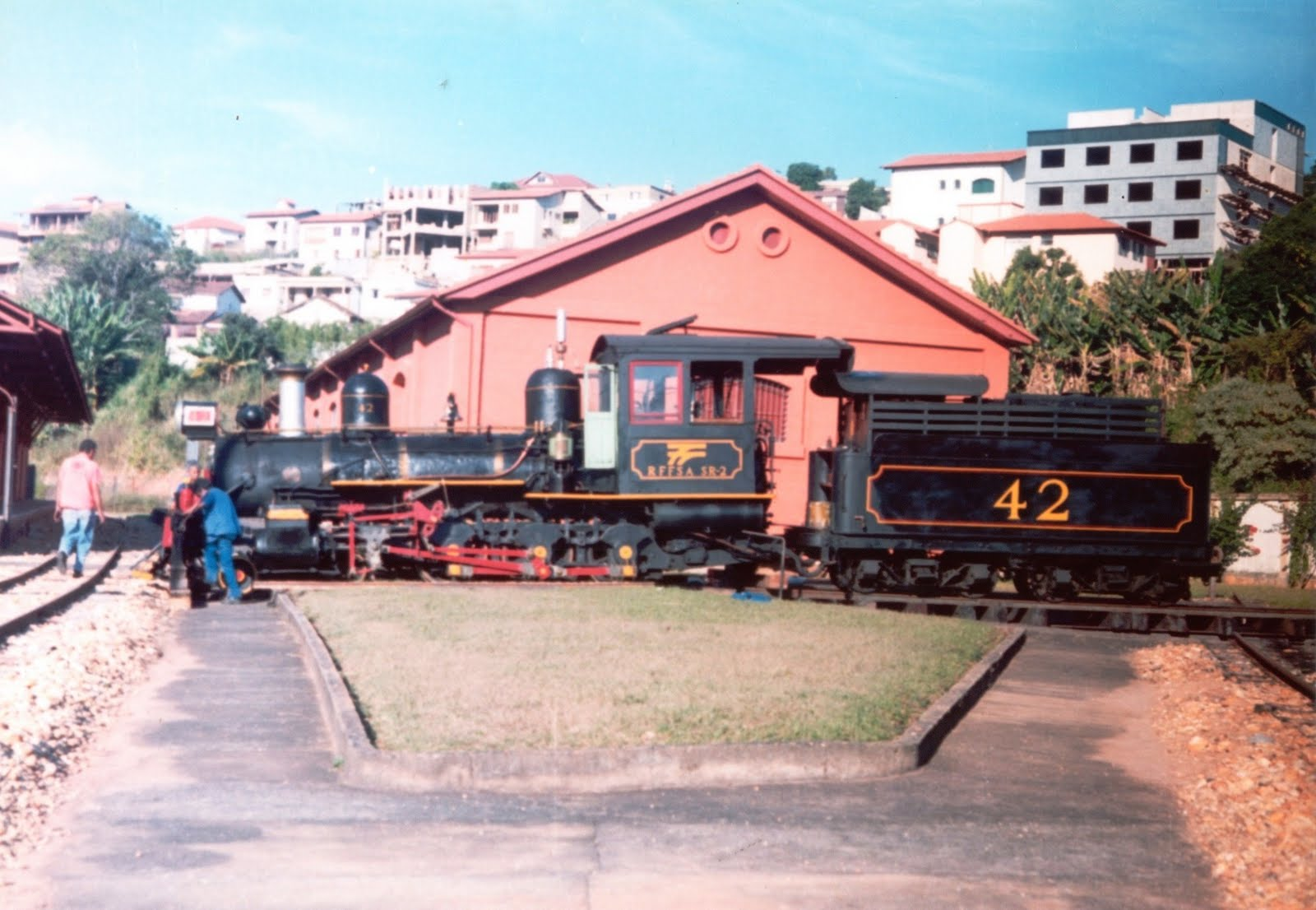
Uma das locomotivas ten-wheeler outside-frame descarrilada no girador de São João del-Rei, MG, Brasil. BLW classe 10-18D 14.

## Histórico
Após a falência da Estrada de Ferro Oeste de Minas como companhia por ações, a ferrovia sob seu comando passou a ser administrada em conjunto entre a União e o banco credor, Brasilianische Bank für Deutschland, de capital alemão. Ao ser colocada à venda sob hasta pública, sem aparecer interessados, houve a encampação definitiva pela União, passando a ser uma autarquia federal. Então, como estrada de ferro de administração pública, a partir de 1908 houve o interesse da tração em incrementar a frota com locomotivas mais "modernas", capazes de atender melhor o tráfego de passageiros e de mercadorias. Após a encomenda de duas American Standard em 1908, de nºs 21 e 22, direcionadas aos trens de passageiros, em 1911 e 12 a EFOM optou por essas Ten-wheeler idênticas às anteriores, exceto pelo eixo motriz extra, que possibilitava que as máquinas fossem mais polivalentes para atender qualquer tipo de trem, sendo um bom intermediário entre as de dois e as de quatro eixos motrizes existentes na estrada.
Lista das sete unidades construídas pela Baldwin Locomotive Works.
| Nº BLW | Classe    | 1º Nº EFOM | 2º Nº EFOM | Nº definitivo |
| ------ | --------- | ---------- | ---------- | ------------- |
| 37082  | 10-18D 9  | 39         | 107        | 37            |
| 37083  | 10-18D 10 | 40         | 108        | 38            |
| 37084  | 10-18D 11 | 41         | 109        | 39            |
| 38010  | 10-18D 12 | 42         | 110        | 40            |
| 38011  | 10-18D 13 | 43         | 111        | 41            |
| 38050  | 10-18D 14 | 44         | 112        | 42            |
| 38051  | 10-18D 15 | 45         | 113        | 43            |